# Duell im Atlantik
Duell im Atlantik (Originaltitel: The Enemy Below) ist eine US-amerikanische Literaturverfilmung von Dick Powell aus dem Jahr 1957, die auf einem 1956 veröffentlichten Roman von D.A. Rayner beruht. Geschildert wird darin das Aufeinandertreffen eines amerikanischen Zerstörers und eines deutschen U-Bootes. Während des Zweiten Weltkriegs liefern sich beide Kontrahenten ein taktisches Duell in der Atlantikschlacht, das in kameradschaftlicher Verständigung zwischen beiden Kommandanten endet.

## Handlung
In den Weiten des Südatlantik patrouilliert die USS Haynes, ein leichter Geleitzerstörer der Buckley-Klasse. Die fast schon als bedrückend empfundene Ruhe und eintönige Tagesroutine an Bord wird jedoch plötzlich unterbrochen, als man auf dem Radar ein aufgetaucht fahrendes deutsches U-Boot ortet, auf dem Kapitänleutnant von Stolberg das Kommando hat. Lieutenant Commander Murell, eigentlich ein Offizier der Handelsmarine, der erst jüngst den Zerstörer übernommen hat und deswegen von einigen in der Mannschaft für einen „Heringsbändiger“ (d. h. unerfahren) gehalten wird, befiehlt das Schiff sofort gefechtsklar zu machen.
Von Stolberg hingegen versucht zunächst nur unbeschadet zu entkommen, da man den Auftrag hat, von einem „Kreuzer M“ ein erbeutetes Code-Buch an Bord zu nehmen und an das Marineoberkommando weiterzuleiten, womit der Einsatz seines Bootes beendet wäre. Obwohl er offensichtlich dem Dritten Reich kritisch gegenübersteht, lässt er keinen Zweifel an seiner Entschlossenheit aufkommen, den Auftrag mit allen Mitteln auszuführen. Beim darauffolgenden Katz- und Maus-Spiel ist manchmal kaum zu unterscheiden, wer Jäger und wer Gejagter ist. Beide Schiffsführer sind überaus fähig bzw. einfallsreich und erweisen sich als ebenbürtige Gegner. Die zahlreichen Wasserbombenattacken der USS Haynes erweisen sich als wirkungslos, da das viel wendigere U-Boot jedes Mal sehr geschickt den Zerstörer ausmanövrieren kann und ihn sogar einmal mit seinen Hecktorpedos zu treffen versucht. Nach jeder erfolgreichen Absetzbewegung kehrt es aber nach einiger Zeit wieder auf seinen alten Kurs zurück, um mit dem Hilfskreuzer zusammenzutreffen, deswegen gelingt es den Amerikanern, das U-Boot immer wieder von Neuem aufzuspüren. Nach stundenlangen, nervenaufreibenden Angriffs- und Täuschungsmanövern gehen jedoch auf der USS Haynes die Wasserbomben langsam zur Neige. Auch im U-Boot ist mittlerweile durch die ständigen WABO-Angriffe die Moral der Mannschaft auf dem Tiefpunkt, weswegen von Stolberg vor der Wahl steht, den Zerstörer doch noch abzuhängen, oder ihn bei der nächsten sich bietenden Gelegenheit zu versenken.
Während einer Wende gelingt es dem U-Boot, den Zerstörer mit einem Torpedo mittschiffs schwer zu treffen. Murell ist sofort klar, dass sein Schiff in absehbarer Zeit sinken wird, aber einer der Kessel, die Lenzpumpen und das Ruder sind funktionsfähig geblieben, sodass er sich mit einem letzten Täuschungsmanöver bei den Deutschen dafür revanchieren kann. Er lässt den größten Teil seiner Besatzung in die Rettungsboote gehen und durch an Deck angezündete Matratzen die Schäden am Schiff noch größer erscheinen, als sie tatsächlich sind. Dies wiederum verleitet den U-Boot-Kommandanten nach einem Blick durch das Periskop zum Auftauchen, um das feindliche Schiff mit dem Bordgeschütz zu versenken. Vorher gibt er mittels Lichtsignalen den Überlebenden noch fünf Minuten Zeit, ihr Schiff zu verlassen. Beim Heranlaufen an den Havaristen eröffnet der plötzlich – vergleichbar mit der Taktik der sog. Q-Ships im Ersten Weltkrieg – das Feuer auf das U-Boot, beschleunigt auf volle Fahrt und rammt es. Als von Stolberg erkennt, dass nun auch sein Boot nicht mehr zu retten ist, lässt er Sprengladungen mit Zeitzündern scharfmachen und befiehlt seiner Besatzung, von Bord zu gehen; alle werden danach vom amerikanischen Rettungsboot aufgenommen. Nachdem er noch seinen schwerstverwundeten Ersten Wachoffizier Schwaffer aus dem langsam volllaufenden Boot geborgen hat, bleibt von Stolberg mit ihm auf dem Turm des U-Boots zurück und findet sich mit seinem Schicksal ab. Murell beobachtet ihn vom Deck der Haynes aus, in dieser Situation begegnen sich beide Kommandanten erstmals von Angesicht zu Angesicht und bezeugen sich durch einen militärischen Gruß ihren gegenseitigen Respekt; anschließend will sich Murrell ebenfalls retten, besinnt sich aber anders. Er wirft von Stolberg ein Tau zu und zieht die beiden deutschen Offiziere an Bord des Zerstörers. Danach werden sie von einigen – mittlerweile wieder zurückgekehrten – Mannschaftsmitgliedern in Sicherheit gebracht.
Am Ende werden alle Schiffbrüchigen von einem amerikanischen Kriegsschiff aufgegriffen. In einer vom U-Boot-Kommandanten geleiteten Trauerzeremonie, an der auch die amerikanischen Seeleute teilnehmen, wird der Leichnam des Ersten Wachoffiziers nach Absingen des Liedes „Ich hatt' einen Kameraden“ der See übergeben. (Diese Szene ist auch im englischsprachigen Original in deutscher Sprache gehalten.) Danach bringt der Schiffsarzt des Zerstörers gegenüber Murrell seine Genugtuung zum Ausdruck, dass auch in diesem Krieg die Menschlichkeit noch nicht gänzlich verschwunden sei. In der Schlussszene sucht Murell das Gespräch mit von Stolberg, der sich mit leichter Ironie verwundert darüber zeigt, dass er immer noch am Leben ist, und darauf hinweist, dass es diesmal Murrells Schuld gewesen sei. Auf die Bemerkung Murrells, ihm dann vielleicht das nächste Mal kein Tau zuzuwerfen, entgegnet ihm von Stolberg, dass er es immer wieder tun werde.

## Produktion, Hintergrund
Dick Powell hatte auf Anweisung der 20th Century Fox zwei Schlussszenen abgedreht – in einer kommen beide Kommandanten um, in der anderen kommen sie mit dem Leben davon. In Voraufführungen lotete man aus, welches Ende vom Publikum besser aufgenommen wurde. 1957 war zudem die politische Weltlage wieder eine ganz andere als noch zur Zeit des Zweiten Weltkriegs. Der Kalte Krieg zwischen den damaligen Supermächten war im vollen Gange, Westdeutschland wurde als verbündeter Frontstaat der USA an der Grenze zum Warschauer Pakt dringend gebraucht. Deswegen wurden Filme wie diese produziert, die ein zwar realistisches Bild des Krieges zeigen, aber keine der beiden Seiten dämonisiert. Anders als in der Buchvorlage, ein Erlebnisbericht eines amerikanischen Marineoffiziers, der am Krieg aktiv teilgenommen hatte. Im deutschen U-Boot ist in der Operationszentrale die Parole „Führer befiehl, wir folgen.“ aufgehängt und Leutnant Kunz liest in einer Kampfpause ganz vertieft in „Mein Kampf“. Mehr Auseinandersetzung mit der damaligen Politik findet jedoch nicht statt. Kapitänleutnant von Stolberg, der noch insgeheim dem vorherigen „ehrenvollen Krieg“ nachtrauert, hält nicht viel von Adolf Hitler, genauer wird im Film aber darauf nicht eingegangen. Auch an Bord der USS Haynes spielt die große Weltpolitik keine Rolle. Im Südatlantik ist der Krieg lediglich auf die Kunst der Taktik reduziert.
Der 20th-Century-Fox-Produktion stand für den Dreh ein geschätztes Budget von $ 1.910.000 zur Verfügung. Die Verantwortung für das Music-Departement lag bei Charles Henderson. Der Film kam am 17. Januar 1958 erstmals in die deutschen Kinos.
Man kann davon ausgehen, dass es sich bei dem deutschen U-Boot um ein Langstreckenboot des Typs IX handelt. Zum einen käme der Standardtyp VII gar nicht bis in den Südatlantik (zu geringe Reichweite), zum anderen feuert das Boot beim ersten Angriff einen Doppelfächer Hecktorpedos auf den Zerstörer, und nur Boote vom Typ IX verfügten damals über zwei Hecktorpedorohre.
Der Geleitzerstörer USS Haynes (DE-181) wurde durch die USS Whitehurst (DE-634) dargestellt, die Außenaufnahmen im Pazifik in der Nähe der Insel Oʻahu (Hawaii) gedreht. Viele Besatzungsmitglieder der USS Whitehurst engagierte man als Statisten, wie die Kanoniere und Wasserbombenwerfer sowie diejenigen Seeleute, die in der Evakuierungsszene ihr brennendes Schiff verlassen müssen. Der Kommandant der USS Whitehurst, LtCdr Walter Smith, übernahm die Rolle des leitenden Ingenieurs.
Szenen aus dem Film wurden auch in der Episode Killers of the deep (deutscher Titel Auf Gefechtsstation) der Serie Die Seaview – In geheimer Mission verwendet. Der Schauspieler David Hedison wirkte sowohl im Film als auch später in der Serie mit.
Im Film erwähnt von Stolberg einen „Kreuzer M“, was sich in der Aussprache so ähnlich wie die populäre SMS Emden des Ersten Weltkriegs anhört. In Wahrheit ist damit einer der deutschen Hilfskreuzer gemeint, die sich als Handelsschiffe tarnten, aber mit 15-cm-Geschützen schwer bewaffnet waren. Die Alliierten kannten jedoch ihre Klarnamen nicht, da die deutschen Kommandanten sie selbst wählen durften. Um sie voneinander unterscheiden zu können, wurden sie von den Alliierten einfach mit einem Buchstaben versehen. Einen deutschen Hilfskreuzer M gab es im Zweiten Weltkrieg jedoch nicht.

## Abweichungen zum Roman
Von Stolberg wird im Film als gütiger und ausgleichender Charakter dargestellt, völlig anders als in der Romanvorlage. Hervorzuheben ist vor allem die Szene, in der einer seiner Matrosen nach einem Wasserbombenangriff die Nerven verliert und seine Kameraden mit einem Schraubenschlüssel bedroht. Während der Mann im Roman vom Kommandanten wortlos erschossen wird, kann in der Filmfassung von Stolberg den in Panik Geratenen mit den Worten: „Das Sterben gehört zu unserem Beruf, aber wir sind noch nicht dran.“ wieder beruhigen. Beide Kommandanten werden als kluge Menschenführer, gewiefte Taktiker und vom Leben gezeichnete Männer in Szene gesetzt, die gute Freunde sein könnten, hätte der Krieg sie nicht auf verschiedene Seiten gesetzt.
Der Roman endet damit, dass sich die Überlebenden beider Seiten noch im Wasser treibend gegenseitig töten, während der Film mit einem versöhnlichen Gespräch der beiden Kommandanten endet. Curd Jürgens bemerkte 1977 in einem Interview mit der New York Times hierzu folgendes: „This was an important picture for me because it was the first film after the war in which a German officer was not interpreted as a freak.“

## Synchronisation
| Darsteller      | Rolle                                  | Synchronsprecher      |
| --------------- | -------------------------------------- | --------------------- |
| Robert Mitchum  | Lieutenant commander Murrell           | Curt Ackermann        |
| Curd Jürgens    | Kapitänleutnant von Stolberg           | Curd Jürgens          |
| Theodore Bikel  | Erster Wachoffizier Heinrich Schwaffer | Werner Peters         |
| Peter Dane      | Andrews                                | Jochen Schröder       |
| Joe Di Reda     | BMSN Robbins                           | Wolfgang Gruner       |
| Jeff Daley      | Corky                                  | Arnold Marquis        |
| Russell Collins | Schiffsarzt                            | Paul Wagner           |
| David Blair     | Ellis                                  | Eckart Dux            |
| Doug McClure    | Fähnrich Merry                         | Gerd Vespermann       |
| David Post      | Lewis                                  | Herbert Stass         |
| Frank Albertson | Lieutenant Crain                       | Siegfried Schürenberg |
| Arthur La Ral   | Leutnant Kunz                          | Harry Wüstenhagen     |
| Alan Dexter     | Lieutenant Mackenson                   | Horst Niendorf        |
| Al Hedison      | Lieutenant (XO) Ware                   | Gert Günther Hoffmann |
| Ted Perritt     | Schiffsmeteorologe                     | Benno Hoffmann        |
| Kurt Kreuger    | Von Holem                              | Konrad Wagner         |
| Biff Elliot     | Quartermaster                          | n.n.                  |

## Kritik
„Spannendes, gut gespieltes Drama, das das Kampfgeschehen jedoch auf unverantwortliche Weise verharmlost.“

## Auszeichnungen
Walter Rossi wurde 1958 in der Kategorie „Beste Spezialeffekte“ mit einem Oscar ausgezeichnet. Curd Jürgens wurde 1959 für den British Film Academy Award als bester ausländischer Darsteller nominiert. Der Film gewann 1958 den Motion Picture Sound Editors Award.

## Trivia
Eine Science-Fiction-Version der Handlung fand in die Fernsehserie Raumschiff Enterprise Eingang, und zwar unter dem Titel: „Spock unter Verdacht“. Darin muss die Enterprise gegen ein romulanisches Schiff kämpfen, das dank seiner Tarnvorrichtung quasi „untergetaucht“ ist.